# Bezerra da Silva
José Bezerra da Silva (Recife, 23 de fevereiro de 1927 — Rio de Janeiro, 17 de janeiro de 2005), foi um cantor, compositor e músico brasileiro dos gêneros musicais coco e samba, em especial de partido-alto.
No princípio, dedicava-se principalmente ao coco até se transformar em um dos principais expoentes do samba nos anos seguintes. Através do samba, cantou os problemas sociais das favelas e da população marginalizada, atuando ente marginalidade e indústria musical. Estudou violão clássico por oito anos e passou outros oito anos tocando na orquestra da Rede Globo, sendo um dos poucos partideiros que lia partituras.
Gravou seu primeiro compacto em 1969 e o primeiro disco em 1975, de um total de 28 álbuns lançados em toda a carreira que, somados, venderam mais de 3 milhões de cópias. Ganhou 11 discos de ouro, 3 de platina e 1 de platina duplo. Apesar de ter sido um dos artistas mais populares do Brasil, foi bastante ignorado pelo mainstream.

## Biografia

### Primeiros anos
Filho de família pobre, Bezerra da Silva nasceu no Recife em 23 de fevereiro de 1927. Sua mãe, Hercília Pereira da Silva, foi abandonada pelo marido, Alexandrino Bezerra da Silva, quando estava grávida do filho. Aos 15 anos de idade, depois de ser expulso da Marinha Mercante, Bezerra da Silva viajou para o Rio de Janeiro, para procurar o pai e fugir da pobreza. Fez a viagem em um navio que carregava açúcar e estava apenas com a roupa do corpo. Encontrou o pai, mas com mais atritos, acabou ficando sozinho.
Passou a trabalhar na construção civil como pintor de paredes e tinha como endereço a obra na zona central da cidade, onde exercia sua profissão. Pelos idos de 1949, começou a se enamorar de uma "dona" e foi morar com ela no Morro do Cantagalo, na Zona Sul.

### Boemia, detenções e queda
Começou a desenvolver a verve musical, a partir do coco de Jackson do Pandeiro, e logo ingressou na bateria do bloco carnavalesco Unidos do Cantagalo, tocando tamborim. Em 1950, conheceu Doca, também morador do Morro do Cantagalo, que o convidou para participar do "Programa da Rádio Clube do Brasil" como ritmista — além do tamborim, tocava surdo e instrumentos de percussão em geral. Boêmio e malandro, foi detido dezenas de vezes pela polícia e acabou desempregado em 1954. Durante muitos anos viveu como morador de rua em Copacabana, quando chegou a tentar o suicídio, mas foi salvo e acolhido em um terreiro de umbanda. Lá, descobriu sua mediunidade e soube, através de uma mãe-de-santo, que o seu destino era a música.

### Renascimento com a música
Convencido de que não deveria mais procurar trabalho no ramo da construção civil, reinventou sua vida como músico profissional e compositor.
Sob o nome artístico José Bezerra, teve as composições "Acorrentado" e "Leva teu gereré", em parceria com Jackson do Pandeiro, lançadas no primeiro álbum da carreira do paraibano, em 1959. Na primeira metade da década de 1960, ingressou na orquestra da gravadora Copacabana Discos, que acompanhava vários artistas de renome, e também teve novas composições, assinadas com outros músicos, gravadas por Jackson do Pandeiro, como "Meu veneno" (com Jackson do Pandeiro e Mergulhão), "Urubu molhado" (com Rosil Cavalcanti), "Babá" (com Mamão e Ricardo Valente), "Criando cobra" (com Big Ben e Odelandes Rodrigues) e "Preguiçoso" (com Jackson do Pandeiro). Em 1965, a cantora Marlene gravou "Nunca mais", uma parceria de Bezerra com Norival Reis.
Em 1967, compôs seu primeiro samba, chamado "Verdadeiro amor", que foi gravado por Jackson do Pandeiro naquele ano.

### Primeiros discos
No final daquela década, mudou o nome artístico para Bezerra da Silva e, em 1969, gravou um compacto simples pela Copacabana Discos, com as músicas "Mana, cadê meu boi?" e "Viola testemunha".
Seu primeiro LP,"Bezerra da Silva - O Rei do Coco Volume 1", seria apenas lançado em 1975, pela gravadora Tapecar, e teve como destaque a canção "O rei do coco". No ano seguinte, pela mesma gravadora, lançou "Bezerra da Silva - O Rei do Coco Volume 2", cujo maior destaque foi  "Cara de boi".

### Fama
A partir da série Partido Alto Nota 10 começou a encontrar o público. O repertório dos discos passou a ser abastecido por autores anônimos (alguns usando codinomes para preservar a clandestinidade) e Bezerra. Antes do Hip Hop brasileiro, ele passou a mostrar a sua realidade em músicas como: "Malandragem Dá um Tempo", "Sequestraram Minha Sogra", "Defunto Caguete", "Bicho Feroz", "Overdose de Cocada", "Malandro Não Vacila", "Meu Pirão Primeiro", "Lugar Macabro", "Piranha", "Pai Véio 171", "Candidato Caô Caô". Em 1995 gravou pela gravadora CID "Moreira da Silva, Bezerra da Silva e Dicró: Os Três Malandros In Concert", uma paródia ao show dos três tenores, Luciano Pavarotti, Plácido Domingo e José Carreras.

### Anos finais
Em 2001 tornou-se evangélico neopentecostal da Igreja Universal do Reino de Deus. Em 2005, perto da morte, mas ainda demonstrando plena atividade, participou de composições com Planet Hemp, O Rappa e outros nomes de prestígio da Música Popular Brasileira.
Em setembro de 2004, foi internado em uma clínica privada do Rio de Janeiro com pneumonia e enfisema pulmonar e chegou a ficar por quase uma semana em coma. Um mês depois, o sambista passou mal novamente. Foi levado ao Hospital dos Servidores do Estado, onde foi internado com problemas pulmonares e faleceu em 17 de janeiro de 2005, aos 77 anos.
Ainda naquele ano, teve lançado postumamente seu disco evangélico Caminho de Luz

## Vida pessoal
Foi casado com Regina de Oliveira, que também foi sua empresária e uma de suas compositoras, sob o pseudônimo de Regina do Bezerra.
Antes de se tornar neopentecostal ao final da vida, Bezerra foi ligado à umbanda e assíduo frequentador do terreiro do Pai Nilo, em Belford Roxo.
Um de seus filhos, Ytallo Bezerra da Silva, também seguiu a carreira de músico.

## Legado
O sambista  pernambucano foi tema do livro "Bezerra da Silva - Produto do Morro", de Letícia Vianna, lançado em 1998.
O rapper Marcelo D2 lhe prestou homenagem quando lançou em 2010, pela gravadora EMI, o álbum "Marcelo D2 canta Bezerra da Silva", no qual perfilou parte da obra interpretada pelo sambista.
Em 2012, foi lançado o documentário "Onde a coruja dorme", de Márcia Derraik e Simplício Neto, que destaca os compositores de suas músicas, trabalhadores anônimos, que abordavam em suas letras temas da realidade brasileira como o malandro, o otário, o alcaguete, a maconha. O filme teve origem no curta-metragem homônimo, lançado onze anos antes.
Outro legado é o incontestável e único estilo do típico malandro carioca com seu boné brad brim estampado até hoje inspira muitos admirados em rodas de samba.

## Obra

### Temática
Os principais temas de suas canções foram a vida do povo e os problemas da sociedade e das favelas, como a exploração e a opressão sofridas pelos trabalhadores, a malandragem e ladrões à margem da lei, a questão do uso de drogas como a maconha e a condenação à caguetagem (delação de companheiros). "Essas músicas que eu canto são de compositores que são servente de pedreiro, camelô, outro tá desempregado, outro limpa o carro da madame e a mulher é a cozinheira."

### Discografia
- O Rei Do Côco (Tapecar, 1975)
- O Rei Do Côco - Vol. 2 (Tapecar, 1976)
- Partido Alto Nota 10 Bezerra e Genaro (CID, 1977)
- Partido Alto Nota 10 Vol.2 - Bezerra e Seus Convidados (CID, 1979)
- Partido Alto Nota 10 Vol.3 - Bezerra e Rey Jordão (CID,1980)
- Partido Muito Alto (RCA Victor, 1980)
- Samba Partido e Outras Comidas  (RCA Vik, 1981)
- Bezerra e um Punhado de Bambas  (RCA Vik, 1982)
- Produto do Morro  (RCA Vik, 1983)
- É Esse Aí Que É o Homem (RCA Vik, 1984)
- Malandro Rife (RCA Vik, 1985)
- Alô Malandragem, Maloca o Flagrante  (RCA Vik, 1986)
- Justiça Social (BMG-Ariola, 1987)
- Violência Gera Violência  (BMG-Ariola, 1988)
- Se Não Fosse o Samba  (BMG-Ariola, 1989)
- Eu não sou Santo  (BMG-Ariola, 1990)
- Partideiro da Pesada  (BMG-Ariola, 1991)
- Presidente Caô Caô  (BMG-Ariola, 1992)
- Cocada Boa (BMG-Ariola, 1993)
- Bezerra, Moreira e Dicró - Os 3 Malandros In Concert (CID, 1995)
- Contra O VERDADEIRO Canalha (Bambas Do Samba) (RGE, 1995)
- Meu Samba É Duro na Queda  (RGE, 1996)
- Provando e Comprovando sua Versatilidade  (Rhythm and Blues, 1998)
- Eu Tô de Pé  (Universal Music, 1998)
- Malandro é Malandro e Mané é Mané (Atração, 1999)
- Bezerra da Silva: Ao Vivo (CID, 2000)
- A Gíria é Cultura do Povo  (Atração, 2002)
- Meu Bom Juiz  (CID, 2003)
- Pega Eu (Som Livre, 2004)
- Caminho de Luz (Independente, 2005, póstumo)
- O Samba Malandro de Bezerra da Silva (Sony BMG, 2005, póstumo)
- Maxximum (Bezerra da Silva) (Sony BMG, 2005)